# Bervezou
Der Bervezou ist ein Fluss in Frankreich, der im Département Lot in der Region Okzitanien verläuft. Er entspringt unter dem Namen Ruisseau de Laborie im Gemeindegebiet von Gorses, entwässert generell Richtung Süd bis Südost und mündet nach rund 24 Kilometern an der Gemeindegrenze von Linac und Viazac, als rechter Nebenfluss in den Célé.

## Orte am Fluss
(Reihenfolge in Fließrichtung)
- Le Puech, Gemeinde Gorses
- Laborie, Gemeinde Saint-Médard-Nicourby
- Lapoujade, Gemeinde Montet-et-Bouxal
- Les Cabriès, Gemeinde Sabadel-Latronquière
- Prendeignes

## Sehenswürdigkeiten
- Cascade du Gouffre des Cloches, Wasserfall Höhle und Kajakstrecke bei Les Cabriès